# Grammy Award for Best Alternative Music Performance
Der Grammy Award for Best Alternative Music Performance, auf Deutsch „Grammy-Award für die beste Alternative-Darbietung“, ist ein Musikpreis, der bei den jährlich stattfindenden Grammy Awards verliehen wird. Ausgezeichnet werden Musiker oder Bands für besonders hochwertige Darbietungen aus dem Bereich Alternative.

## Hintergrund und Geschichte
Seit 1958 werden die Grammy Awards (eigentlich Grammophone Awards) jährlich in zahlreichen Kategorien von der The Recording Academy, früher National Academy of Recording Arts and Sciences (NARAS), in den Vereinigten Staaten von Amerika vergeben, um künstlerische Leistung, technische Kompetenz und hervorragende Gesamtleistung ohne Rücksicht auf die Albumverkäufe oder Chartplatzierungen zu ehren.
Der Grammy Award for Best Alternative Music Performance wurde 2022 für die Verleihung der Grammy Awards 2023 eingeführt und stellt damit neben dem Grammy Award for Best Alternative Music Album, der von 1994 bis 1999 als Best Alternative Music Performance vergeben wurde, eine zweite Kategorie für den Bereich Alternative dar. Laut den Veranstaltern würdigt diese Kategorie „künstlerische Exzellenz in einer alternativen Darbietung, die sowohl in der Musik als auch in der damit verbundenen Haltung Merkmale der Progression und Innovation aufweist. Es handelt sich oft um eine weniger intensive Version des Rock oder eine intensivere Version des Pop und wird typischerweise als origineller, eklektischer oder musikalisch anspruchsvoller angesehen. Sie kann eine Vielzahl von Subgenres oder Mischformen davon umfassen und Darbietungen beinhalten, die nicht in andere Genrekategorien passen.“
Laut Paul Grein waren Gewinner der Album-Kategorie im Alternative-Bereich 18 Mal auch in einer Performance-Kategorie nominiert, 14 Mal war der Gewinner des besten alternativen Musikalbums allerdings nicht in einer Performance-Kategorie nominiert und mit Wilco, Phoenix, Vampire Weekend, St. Vincent und The National gab es fünf Gewinner dieser Kategorie, die in ihrer gesamten Karriere noch nie in einer Performance-Kategorie nominiert wurden.

## Gewinner und nominierte Künstler
| Jahr                 | Künstler / Band | Nationalität           | Werk          | Weitere nominierte Künstler | Bilder der Künstler |
| -------------------- | --------------- | ---------------------- | ------------- | --- | ------------------- |
| 2023 5. Februar 2023 | Wet Leg         | Vereinigtes Königreich | Chaise Longue | - Arcade Fire – WE - Big Thief – Dragon New Warm Mountain I Believe in You - Björk – Fossora - Yeah Yeah Yeahs – Cool It Down                   | Wet Leg, 2022       |
| 2024 4. Februar 2024 | Paramore        | Vereinigte Staaten     | This Is Why   | - Alvvays – Belinda Says - Arctic Monkeys – Body Paint - Boygenius – Cool About It - Lana Del Rey – A&W                                         | Paramore 2023       |
| 2025 2. Februar 2025 | St. Vincent     | Vereinigte Staaten     | Flea          | - Neon Pill von Cage the Elephant - Song of the Lake von Nick Cave and the Bad Seeds - Starburster von Fontaines D. C. - Bye Bye von Kim Gordon | St. Vincent 2022    |

## Belege
1. ↑  Grammy Awards at a Glance. In: Los Angeles Times. Tribune Company, abgerufen am 19. Juli 2010 (englisch).
2. 1 2 3  Paul Grein: 14 Rule Changes for 2023 Grammy Awards (Including 5 New Categories) auf billboard.com, 6. September 2022; abgerufen am 19. November 2022.
3. ↑  The Recording Academy: 65th Grammy Awards – Rules and Guidelines, 2022; abgerufen am 19. November 2022.